# Gyivejevói járás

A Gyivjevói járás a Nyizsnyij Novgorod-i területen

A Gyivjevói járás (oroszul Дивеевский район) Oroszország egyik járása a Nyizsnyij Novgorod-i területen. Székhelye Gyivjevo.

## Népesség
- 1989-ben 18 375 lakosa volt.
- 2002-ben 17 848 lakosa volt.
- 2010-ben 16 618 lakosa volt, melynek 95,4%-a orosz, 1,3%-a ukrán, 1,1%-a moldáv.